# 小叶梨果寄生
小叶梨果寄生（学名：Scurrula notothixoides）为桑寄生科梨果寄生属下的一个种。